# Stazione di Colli di Monte Bove
La stazione di Colli di Monte Bove è lo scalo ferroviario posto nel comune di Carsoli, e che è stato costruito a servizio della frazione di Colli di Monte Bove. La stazione è ubicata sulla ferrovia Roma-Pescara.

## Storia
La stazione venne inaugurata nel 1888.

## Strutture e impianti
Il fabbricato viaggiatori presenta all'interno una piccola sala d'attesa.

## Movimento
Il servizio è svolto da Trenitalia secondo contratto di servizio stipulato con la Regione Abruzzo. In totale sono circa 5 i treni che effettuano fermata giornaliera presso la stazione, con destinazioni principali Avezzano e Roma Tiburtina.

## Servizi
- Sala d'attesa